# Шустовка
Шустовка — деревня в Рыльском районе Курской области. Входит в Березниковский сельсовет.

## География
Деревня находится на реке Амонька (в бассейне Сейма), в 107 км западнее Курска, в 12 км севернее районного центра — города Рыльск, в 11,5 км от центра сельсовета  — Березники.

## Климат
Шустовка, как и весь район, расположена в поясе умеренно континентального климата с тёплым летом и относительно тёплой зимой (Dfb в классификации Кёппена).

## Население
| 2002 | 2010 |
| ---- | ---- |
| 32   | ↘12  |

## Инфраструктура
Личное подсобное хозяйство. В деревне 20 домов.

## Транспорт
Шустовка находится в 8 км от автодороги регионального значения 38К-017 (Курск — Льгов — Рыльск — граница с Украиной), в 4 км от автодороги 38К-040 (Хомутовка — Рыльск — Глушково — Тёткино — граница с Украиной), в 3 км от автодороги межмуниципального значения 38Н-707 (38К-040 — Кострова), в 12 км от ближайшей ж/д станции Рыльск (линия 358 км — Рыльск).
В 177 км от аэропорта имени В. Г. Шухова (недалеко от Белгорода).